# Paraphilaeus
Paraphilaeus Zabka, 2003 è un genere di ragni appartenente alla famiglia Salticidae.

## Etimologia
Il nome deriva dal prefisso greco παρά, parà, che significa presso, vicino, accanto, ad indicare la somiglianza dei caratteri con il genere Philaeus Thorell, 1869.

## Caratteristiche
Gli esemplari finora esaminati hanno lunghezza compresa fra 4 e 6 millimetri. Il cimbio è molto allungato e la sua metà esterna ha una curvatura accentuata. L'embolo è anch'esso molto lungo, passando attraverso la parte ventrale del tegulum e lungo il bordo del cymbium stesso.

## Distribuzione
L'unica specie oggi nota di questo genere è stata rinvenuta in Australia: precisamente in alcune zone del Queensland e del Nuovo Galles del Sud.

## Tassonomia
Per la determinazione dei caratteri della specie tipo è stato analizzato l'esemplare denominato Trite daemeli (Keyserling, 1883).
A giugno 2011, si compone di una specie:
- Paraphilaeus daemeli (Keyserling, 1883)[3] — Queensland, Nuovo Galles del Sud